# Dapanoptera versteegi
Dapanoptera versteegi là một loài ruồi trong họ Limoniidae. Chúng phân bố ở miền Australasia.